# Dorothea Schander
Dorothea Schander, född 10 oktober 1996, är en svensk-norsk kickboxare. Hon har varit svensk mästare åren 2015, 2016, 2018 i viktklass +70 kg KL. Schander blev även tilldelad silvermedalj i WAKO Best Fighter Worldcup i juni 2018, och senare även tilldelad brons i WAKO European Championships i Bratislava oktober, 2018. Dorothea Schander är en del av svenska landslaget i kickboxing, viktklass +70 KL.